# Monsagro (kommunhuvudort)
Monsagro är en kommunhuvudort i Spanien.   Den ligger i provinsen Provincia de Salamanca och regionen Kastilien och Leon, i den centrala delen av landet, 220 km väster om huvudstaden Madrid. Monsagro ligger 956 meter över havet och antalet invånare är 189.
Terrängen runt Monsagro är kuperad. Runt Monsagro är det glesbefolkat, med 13 invånare per kvadratkilometer. Närmaste större samhälle är Casares de las Hurdes, 7,8 km söder om Monsagro. I omgivningarna runt Monsagro växer i huvudsak barrskog.